# Calamus radiatus
Calamus radiatus är en enhjärtbladig växtart som beskrevs av George Henry Kendrick Thwaites. Calamus radiatus ingår i släktet Calamus och familjen Arecaceae. Inga underarter finns listade i Catalogue of Life.